# Лејф Ериксон
Лејф Ериксон (стр. исл. Leifr Eiríksson) (970—1020) је био скандинавски истраживач, први Европљанин који је населио Северну Америку  (Њуфаундленд и Лабрадор у Канади). Верује се да се родио 970. на Исланду син Ерика Црвеног (стр. исл. Eiríkr rauði), норвешког прогнаника који је био син другог норвешког прогнаника Тордвалда Асвалдсона (стр. исл. Þorvaldr Ásvaldsson). Његова мајка се звала Тјодхилд (исл. Þjoðhildr). Његов отац је основао двије норвешке колоније, Западно насеље и Источно насеље на Гренланду. Током боравка у Норвешкој, Лејф је преобраћен у хришћанство (као и многи Норвежани у том времену). Када се вратио на Гренланд купио је брод Бјарни Херлофсона и одлучио да истражи острво које је Бјарни открио.
Гренландска сага каже да је Лејф одлучио око 1000. године да слиједи Бјарнијев пут у супротном смјеру. Прво копно које је открио је било покривено равним стијенама (исл. hellur). По томе га је назвао Хелулланд (земља равних стијена), што су вјероватно данашња Бафинова острва. Након тога је дошао до копна које је било равно и шумовито, са бијелим пјешчаним плажама, које је назвао Маркланд (земља шуме), што је вјероватно данашњи Лабрадор. Када је опет наишао на копно Лејф и његови људи су се искрцали и направили насеље. Открили су да је земља веома пријатна са пуно рибе у ријеци и благом климом. Лејф је земљи дао име Винланд. На повратку Лејф је спасао норвешког прогнаника који му је дао надимак Лајф Сретни (норв. Leifr hinn heppni). Постоје дилеме о локацији Лајфовог Винланда и до данас није разјашњено о ком острву се заправо радило. Друга сага, Сага о Ерику Црвеном, говори да је заправо Лејф открио америчко копно, али се данас Гренландска сага сматра за веродостојнију.

## Младост
Лејф је био син Ерика Црвеног и његове жене Тјодхилд, и унук Торвалда Асвалдсона, и даљи рођак Надода, који је открио Исланд. Његова година рођења се најчешће наводи као око 970 или око 980. Иако се Лејфово родно место не спомиње у сагама, вероватно је рођен на Исланду, где су се његови родитељи упознали — вероватно негде на ивици Брејдафјордура, на фарми Хаукадал где се сматра да је Тјодхилдова породица заснована. Лејф је имао два брата, који су се звали Торстејн и Торвалдр, и сестру Фрејдис.
Торвалд Асвалдсон је протеран из Норвешке због убиства из нехата и отишао је у егзил на Исланд у пратњи младог Ерика. Када је Ерик протеран са Исланда, отпутовао је даље на запад у област коју је назвао Гренланд, где је основао прво стално насеље 986. године. Тиркеру, једном од Ерикових робова, било је посебно поверено да буде задужен за Ерикову децу, те га је Лајф касније назвао својим „хранитељем“.

## Откривање Винланда
Сага о Ерику Црвеном и Сага о Гренланђанима, за које се сматра да су написане око 1200. године, садрже различите извештаје о путовањима до Винланда (који се обично тумаче као обалска Северна Америка). Једина два позната стриктно историјска помена Винланда налазе се у делу Адама Бременског око 1075 и у Књизи Исланђана коју је ц 1122 саставио Ари Мудри.